# Dankana
Pour les articles homonymes, voir Dankana (homonymie).
Dankana est une localité située dans le département de Legmoin de la province du Noumbiel dans la région Sud-Ouest au Burkina Faso.

## Géographie
Dankana est situé à 6 km au sud-est de Legmoin et à environ 30 km au nord de Batié, le chef-lieu de la province. La commune est également à 4 km de la frontière ghanéenne.

## Histoire
En 2006, le village est habité uniquement par deux communautés, les Dagari et les éleveurs peuls qui sont arrivés dans les années 1990.

## Santé et éducation
Dankana accueille un centre de santé et de promotion sociale (CSPS) tandis que le centre médical avec antenne chirurgicale (CMA) de la province se trouve à Batié.